# Celebrity Deathmatch
Celebrity Deathmatch is een met klei geanimeerd televisieprogramma, gemaakt door Eric Fogel en uitgezonden op MTV. Het programma neemt voornamelijk professioneel worstelen en beroemdheden op de hak. Per aflevering nemen een aantal bekendheden het tegen elkaar op, in 1-tegen-1-matches. Het loopt voor de verliezer vrijwel altijd dodelijk af. De eerste reeks van vijf seizoenen liep van 1998 tot 2002.
Sinds 2005 is het programma geheel vernieuwd met gloednieuwe kleimodellen, stemacteurs en uiterlijk. Dezelfde personages zijn aanwezig, maar wel met andere stemacteurs dan de vorige seizoenen. De afleveringen werden vanaf de zomer van 2006 uitgezonden op MTV2.